# Oskar Franzén (bokförläggare)
Frans Oskar Franzén, född 5 oktober 1890 i Lidköping, död 15 juni 1974 i Bromma, var en svensk bokförläggare, boktryckare och nykterhetsivrare.
Oskar Franzén var son till fiskaren Frans Helgo Larsson. Efter skolgång i Lidköping studerade han 1912–1913 vid Brunnsviks folkhögskola och 1915–1916 vid Bröderna Påhlmans handelsinstitut i Stockholm. Franzén utbildade sig inom typografyrket och innehade 1915–1916 en egen boktryckarfirma, blev 1915 föreståndare för bibliografiavdelningen inom Oskar Eklunds bokförlag och tryckeri AB och var disponent där 1920–1924. Från 1924 var han förlagets VD och arbetade som sådan att tillgodose nykterhetsrörelsen och folkbildningens behov. Franzén tillhörde själv från 1897 Godtemplarorden och arbetade som organisatör och propagandist inom rörelsen. Han var 1918–1923 och 1926–1930 ordförande i Nordens godtemplares ungdomsförbund, 1920–1925 sekreterare Sveriges storloge av Internationella godtemplarorden och var från 1933 ordförande och kassör i Sveriges nykterhetssällskaps representantförening. Franzén hade även en rad förtroendeuppdrag inom Sveriges socialdemokratiska arbetarparti. 1934–1935 var han ledamot av kontrollrådet inom Kontrollstyrelsen. Franzén var från 1938 ansvarig utgivare av tidningen Vi unga och från 1939 av Vi kan. Förutom en mängd tidningsartiklar i kulturella och sociala frågor har Franzén publicerat broschyrerna Brattsystemets fiasko (1920), Vinberedningen i hemmen (1936) och Vem bär skulden? (1943). Han är begravd på Bromma kyrkogård.